# میپیتیا
میپیتیا (به لاتین: Mipitiya) یک منطقهٔ مسکونی در سری‌لانکا است که در استان مرکزی (سری‌لانکا) واقع شده‌است.